# M108
M108（NGC 3556）是一个位于大熊座的側向地球的漩涡星系。其星等：+10